# نوبوناگا کوکی

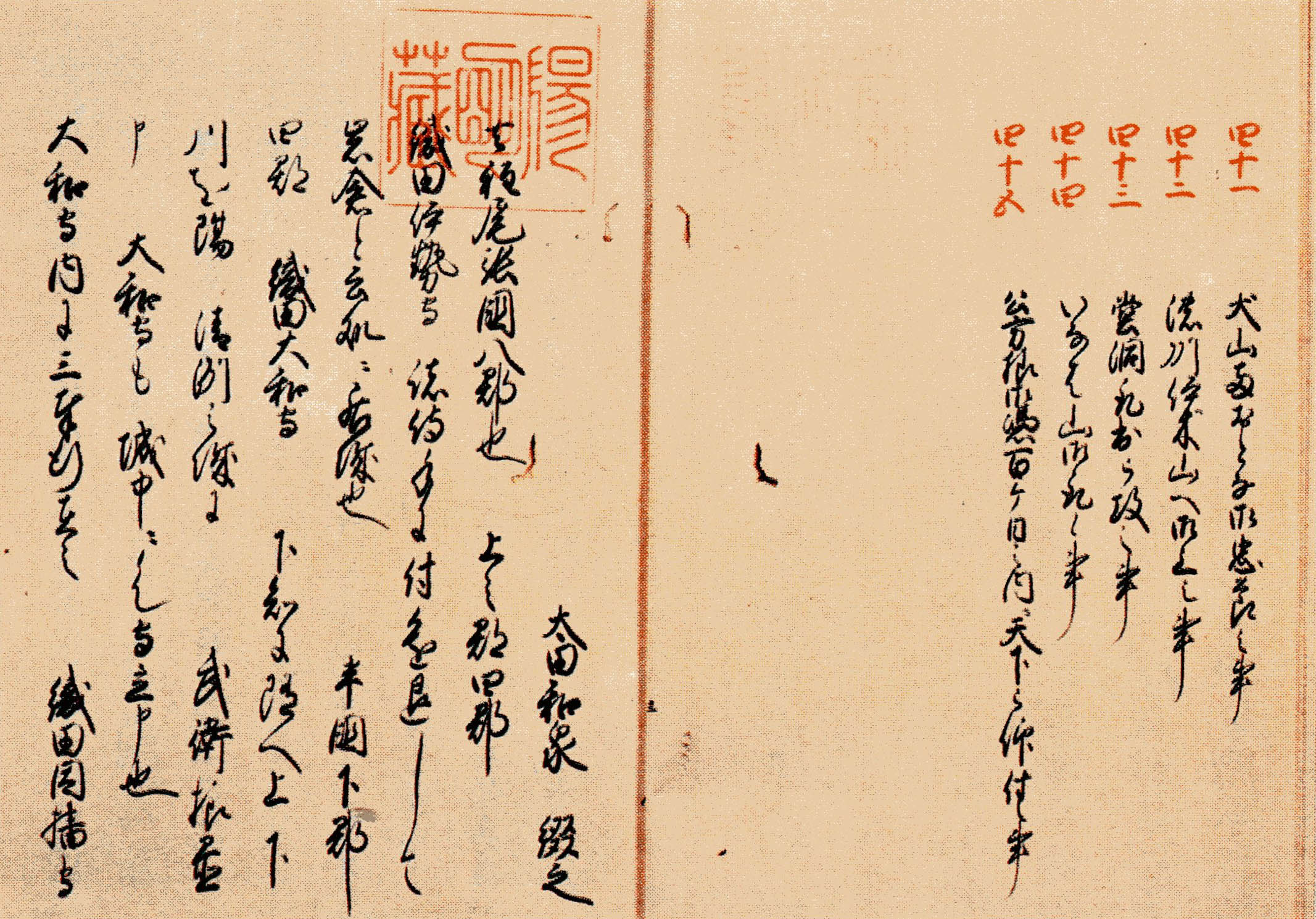
شینچو کوکی/ نوبوناگا کوکی در موزه‌ای در کیوتو به نام یومه ای بونکو حفظ شده‌است (:ja:陽明文庫)

شینچوکو کی، نوبوناگا کوکی (به ژاپنی: 信長公記 Shinchō kōki) یک کتاب در مورد وقایع در ارتباط با اودا نوبوناگا است، این کتاب در دوره ادو توسط اوتا گیوایچی (۱۵۲۷–۱۶۱۳)، یک جنگجوی در خدمت اودا نوبوناگا نوشته شده‌است.
در اواخر عمر اوتا گیوایچی نویسنده دیگری به نام اوزه هوآن در سال ۱۶۱۱ با منشأ گرفتن از این کتاب و افزودن حکایت‌های ساختگی دیگر کتابی به همین نام نوشت. این کتاب در سال ۱۶۲۲ منتشر شد. امروزه برای افتراق دادن این دو کتاب از یکدیگر کتاب اوزه هوآن بنام شینچو کی یا هوآن شینچو کوکی خوانده می‌شود.